# کاپارو تی۱
کاپارو تی۱ (Caparo T۱) خودرویی است که تولید شده‌است.
این خودرو در کلاس خودرو اسپورت قرار گرفته، طراحی آن خودروهای موتور وسط عقب-محور عقب بوده ‌است. 